# Podlasie Tour
El Podlasie Tour és una cursa ciclista per etapes polonesa. Creada el 2015 ja formant part del calendari de l'UCI Europa Tour.

## Palmarès
| Any  | Vencedor        | Segon           | Tercer         |
| ---- | --------------- | --------------- | -------------- |
| 2015 | Andriy Vasylyuk | Kamil Zieliński | Matvei Nikitin |